# Івано-Франківський історико-меморіальний музей Олекси Довбуша

Івано-Франківський державний історико-меморіальний музей Олекси Довбуша — музей-колекція, присвячений життю і діяльності Олекси Довбуша.

## Експозиція
В основі експозиції музею — приватна колекція директора музею, доктора історичних наук, професора, заслуженого діяча України Володимира Грабовецького.
Дослідник присвятив майже 45 років на збір матеріалів, пов'язаних з життям і діяльністю Олекси Довбуша.
Олекса Довбуш — легендарний герой Карпат, один з ватажків опришківського руху, що боровся за визволення поневоленого селянства.
У музеї відвідувачі можуть ознайомитися з такими експонатами:
- документи та наукові праці про опришківський рух на Прикарпатті;
- художні твори, присвячені Олексі Довбушу;
- картини, виконані ще за життя Олекси Довбуша, а також ілюстрації пізніших часів на однойменну тематику;
- рукопис літературного сценарію до кінофільму «Олекса Довбуш» (Л. Дмитерка та В. Іванова);
- легендарна сокирка Довбуша, яку два століття зберігали нащадки свідків загибелі опришка.

## Графік роботи
- Вівторок-Неділя
- 10:00-17:00